# 上大崎
上大崎（かみおおさき）は、東京都品川区の地名。現行行政地名は上大崎一丁目から上大崎四丁目。住居表示実施済区域。

## 地理
品川区の北部に位置し、港区・目黒区・渋谷区との区境に接する。北部は目黒区三田・渋谷区恵比寿に接する。東部は港区白金台に接する。南東部は品川区東五反田に接する。南西部は品川区西五反田に接する。西部は目黒区目黒・下目黒にそれぞれ接する。
山手線の線路が縦断しており、目黒駅がある。また地域内を東西に目黒通りが通っている。目黒駅周辺には商業施設が見られる。駅周辺以外はビルやマンション、住居などが混在している。上大崎一丁目付近は白金台や池田山に隣接し、上大崎二丁目付近は高速道路脇の通称「（白金）長者丸」、上大崎三丁目付近は大使館が多く集まり、通称「花房山」と呼ばれ高級住宅街としても知られる。

### 地価
住宅地の地価は、2025年（令和7年）1月1日の公示地価によれば、上大崎2-6-12の地点で149万円/m2、上大崎3-10-35の地点で150万円/m2となっている。

## 歴史

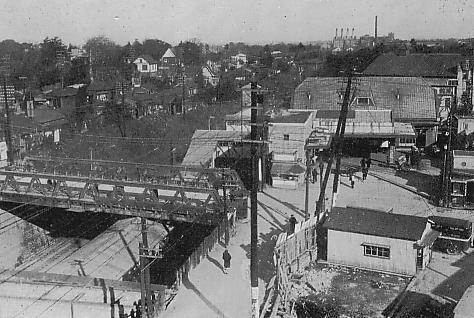
昭和初期の目黒駅付近

上大崎二丁目の現在UR大規模集合住宅となっている一帯には太平洋戦争の敗戦まで海軍大学校があり、その跡地には国立予防衛生研究所および日映新社撮影所が存在していた。
品川区上大崎の寺院群は芝増上寺下屋敷に由来し、幕末の江戸の7大荼毘所（火葬場）の一つであった。

## 世帯数と人口
2023年（令和5年）1月1日現在（東京都発表）の世帯数と人口は以下の通りである。
| 丁目         | 世帯数    | 人口     |
| ------------ | --------- | -------- |
| 上大崎一丁目 | 1,958世帯 | 3,420人  |
| 上大崎二丁目 | 2,194世帯 | 3,912人  |
| 上大崎三丁目 | 2,620世帯 | 4,450人  |
| 上大崎四丁目 | 840世帯   | 1,382人  |
| 計           | 7,612世帯 | 13,164人 |

### 人口の変遷
国勢調査による人口の推移。
| 年                 | 人口   |
| ------------------ | ------ |
| 1995年（平成7年）  | 8,344  |
| 2000年（平成12年） | 8,708  |
| 2005年（平成17年） | 10,340 |
| 2010年（平成22年） | 10,794 |
| 2015年（平成27年） | 11,603 |
| 2020年（令和2年）  | 14,072 |

### 世帯数の変遷
国勢調査による世帯数の推移。
| 年                 | 世帯数 |
| ------------------ | ------ |
| 1995年（平成7年）  | 4,014  |
| 2000年（平成12年） | 4,497  |
| 2005年（平成17年） | 5,625  |
| 2010年（平成22年） | 5,930  |
| 2015年（平成27年） | 6,531  |
| 2020年（令和2年）  | 8,212  |

## 学区
区立小・中学校に通う場合、学区は以下の通りとなる（2020年4月時点）。
| 丁目         | 番地 | 小学校                 | 中学校（2019年度入転学） | 中学校（2020年度入転学） |
| ------------ | ---- | ---------------------- | ------------------------ | ------------------------ |
| 上大崎一丁目 | 全域 | 品川区立第三日野小学校 | 品川区立日野学園         | 品川区立日野学園         |
| 上大崎二丁目 | 全域 | 品川区立第三日野小学校 | 品川区立日野学園         | 品川区立日野学園         |
| 上大崎三丁目 | 全域 | 品川区立第三日野小学校 | 品川区立日野学園         | 品川区立日野学園         |
| 上大崎四丁目 | 全域 | 品川区立第四日野小学校 | 品川区立日野学園         | 品川区立荏原第一中学校   |

## 交通
町域内に目黒駅がある。目黒駅はJR山手線、東急目黒線、地下鉄南北線・三田線が通っており、交通の要衝となっている。また目黒駅から目黒通りなどを走るバス路線も充実している。2005年（平成17年）までは目黒駅前に都営バス目黒営業所が存在した。

## 事業所
2021年（令和3年）現在の経済センサス調査による事業所数と従業員数は以下の通りである。
| 丁目         | 事業所数    | 従業員数 |
| ------------ | ----------- | -------- |
| 上大崎一丁目 | 72事業所    | 445人    |
| 上大崎二丁目 | 554事業所   | 11,242人 |
| 上大崎三丁目 | 316事業所   | 7,477人  |
| 上大崎四丁目 | 103事業所   | 2,420人  |
| 計           | 1,045事業所 | 21,584人 |

### 事業者数の変遷
経済センサスによる事業所数の推移。
| 年                 | 事業者数 |
| ------------------ | -------- |
| 2016年（平成28年） | 1,005    |
| 2021年（令和3年）  | 1,045    |

### 従業員数の変遷
経済センサスによる従業員数の推移。
| 年                 | 従業員数 |
| ------------------ | -------- |
| 2016年（平成28年） | 17,492   |
| 2021年（令和3年）  | 21,584   |

## 施設
- 品川区立第三日野小学校
- 学校法人杉野学園 - 町域内で以下の学校を運営している。
  - 杉野服飾大学
  - ドレスメーカー学院（学院前の通りはドレスメーカー学院に因み、ドレメ通りと呼ばれている）
- アトレ目黒、ニトリ
- 微生物化学研究センター
- カトリック東京国際センター
- 駐日タイ王国大使館
- 駐日タジキスタン大使館
- 駐日マリ共和国大使館
- 駐日コロンビア大使館
- 常光寺
- 宝蔵寺
- 本願寺
- 日本基督教団白金教会
- 光村図書出版
- 目黒セントラルスクエア
- ホテルプリンセスガーデン
- JR東急目黒ビル - アトレ目黒2
- IKビル
- 新目黒東急ビル（旧：パイオニア本社跡地）- スターバックスコーヒージャパン、リブセンス本社
- 目黒センタービル
- 目黒東急ビル
- その他、久米美術館、東急ストアプレッセ目黒店などがある。

## 出身・ゆかりのある人物
- 渋沢信雄（子爵・渋沢栄一の孫、福本書院、独逸書輸入書籍商）[17] - 住所は長者丸[17]。

## その他

### 日本郵便
- 郵便番号 : 141-0021[3]（集配局 : 大崎郵便局[18]）。